# مدلن رنو
مادلن رنو (فرانسوی: Madeleine Renaud‎؛ ۲۱ فوریهٔ ۱۹۰۰ – ۲۳ سپتامبر ۱۹۹۴) یک هنرپیشه اهل فرانسه بود.